# 일본황민당
일본황민당(日本皇民黨)는 일본 다카마쓰시에 총본부를 둔 도천회(稻川會) 산하의 임협계(任俠系) 가선(가두 선전)우익 단체이다. 1980년대 후반 자민당 총재의 다케시타 노보루 전 내각총리대신에 대해 '褒め殺し'(표면적으로는 칭찬이지만 실제로는 풍자)라는 가두 선전차에서 가선 활동을 한 것으로 알려져있다 (황민당 사건).

## 같이 보기
- 개진당(改進黨) - 협찬 우익 단체
- 삼황사(三皇社) - 협찬 우익 단체